# モンテミローネ
モンテミローネ（イタリア語: Montemilone）は、イタリア共和国バジリカータ州ポテンツァ県にある、人口約1,600人の基礎自治体（コムーネ）。

## 地理

### 位置・広がり

#### 隣接コムーネ
隣接するコムーネは以下の通り。括弧内のBTはバルレッタ＝アンドリア＝トラーニ県所属を示す。
- ラヴェッロ
- ミネルヴィーノ・ムルジェ (BT)
- スピナッツォーラ (BT)
- ヴェノーザ

## 行政

### 分離集落
モンテミローネには、以下の分離集落（フラツィオーネ）がある。
- Ariaccia, Casalini, Costa del Sole, Coste Zio Canio, Demanio Grande, Demanio Piccolo, Difensola, Dulcito, Fontana Ioanna, Macinali, Medicanda, Mezzamese, Murgese, Perillo, Santa Maria, Spinamara, Sterpara, Torre, Valle Castagna Soprana, Valle Castagna Sottana, Valle Cornuta Soprana, Valle Cornuta Sottana